# Lemniscomys linulus
Lemniscomys linulus es una especie de roedor de la familia Muridae.

## Distribución geográfica
Se encuentra en Costa de Marfil, Ghana, Guinea, Malí y Senegal.

## Hábitat
Su hábitat natural es: sabana seca.